# Кодекс бесчестия
«Ко́декс бесче́стия» — российский остросюжетный фильм Всеволода Шиловского, снятый в 1993 году по роману Виктора Черняка «Золото красных».

## Сюжет
Фильм соединяет в себе черты детектива и социальной драмы. Повествует о времени краха Советского Союза.
В Цюрих, в отделение советского банка, через который происходит переправка денег КПСС, едет ревизор. Всемогущий директор госбанка, прозванный Мастодонтом, думает о том, чтобы освободить место для своего ставленника и внебрачного сына.

## В ролях
- Андрей Болтнев — Тихон Степанович, «Мастодонт», председатель правления Госбанка СССР
- Татьяна Васильева — Мария (Мария Павловна), секретарша Тихона Степановича
- Эммануил Виторган — Николай Иванович, руководитель спецуправления КГБ СССР
- Игорь Костолевский — Ребров
- Леонид Куравлёв — Холин, директор Совзагранбанка в Цюрихе
- Вероника Изотова — Ольга, жена Холина
- Всеволод Ларионов — маршал авиации
- Игорь Ливанов — офицер в аэропорту
- Юрий Назаров — генерал Лавров
- Вячеслав Тихонов — ревизор Чугунов
- Людмила Чурсина — мать Реброва
- Борис Щербаков — Цулько, сотрудник КГБ в Цюрихе
- Станислав Садальский — следователь КГБ
- Александр Пашутин — вор в квартире
- Игорь Класс — грузчик
- Вячеслав Езепов — Герман Сергеевич, куратор Госбанка СССР от ЦК КПСС
- Сергей Сазонтьев — лётчик (эпизод)
- Владимир Мащенко — Панин
- Валерий Смецкой — киллер
- Алина Покровская — жена генерала Лаврова
- Виктор Черняк — Манзони
- Любовь Манц — баронесса
- Александр Жигалкин — сотрудник КГБ

## Призы и награды
Приз за создание лучшего актёрского ансамбля и воплощение детективного жанра (режиссёр В. Шиловский) на кинофестиале «Созвездие—94».